# Baliza de señalización de obstáculos fijos

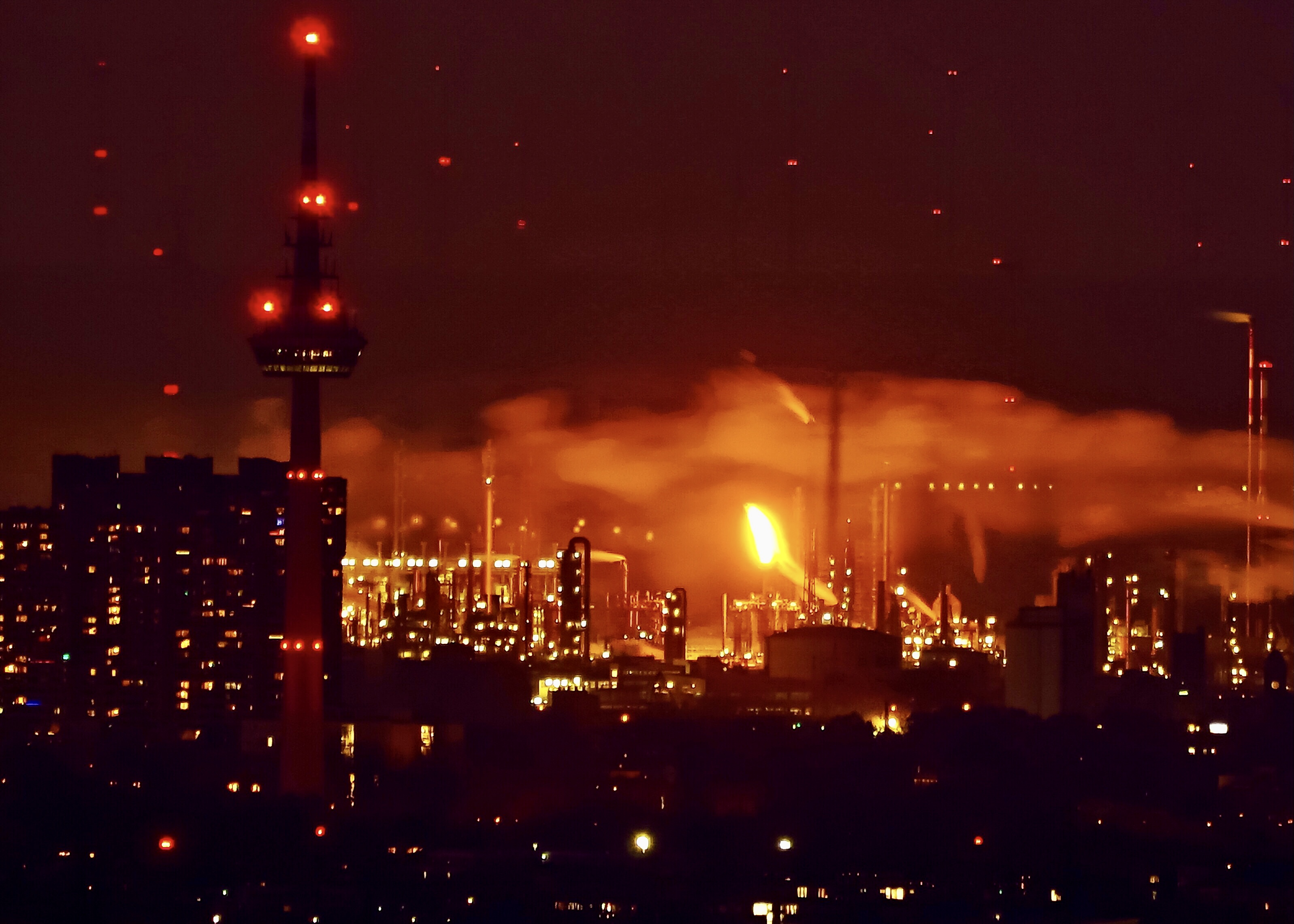
Luces de advertencia de aeronaves en la torre de telecomunicaciones de Mannheim, en el fondo la brillante luz de las antorchas de un cracker de vapor, en la distancia luces de peligro de turbinas eólicas

Las balizas para la señalización de obstáculos fijos (SOV) son dispositivos destinados a reducir el peligro para las aeronaves mediante la señalización de la presencia de obstáculos. 
Los objetos altos, fijos o móviles, deben ser señalizados cuando se encuentren en determinadas condiciones susceptibles de provocar un riesgo de colisión en las proximidades de aeropuertos y helipuertos.
Las balizas para la señalización de obstáculos fijos tienen que ser colocadas en todos los obstáculos de gran altura como antenas de radio y TV, chimeneas, líneas de alta tensión, y cualquier otro objeto con estructura abierta u opaca con el fin de señalizar estos objetos a las aeronaves y helicópteros. Las balizas tienen que señalizar los obstáculos tanto de día como de noche. Las balizas para la señalización de obstáculos fijos son de diferentes modelos y tipos, según el obstáculo que se quiere señalizar.
Las balizas pueden tener diferente intensidad de luz según el tipo de terreno, de la posición geográfica y del tipo de estructura donde van colocadas. 

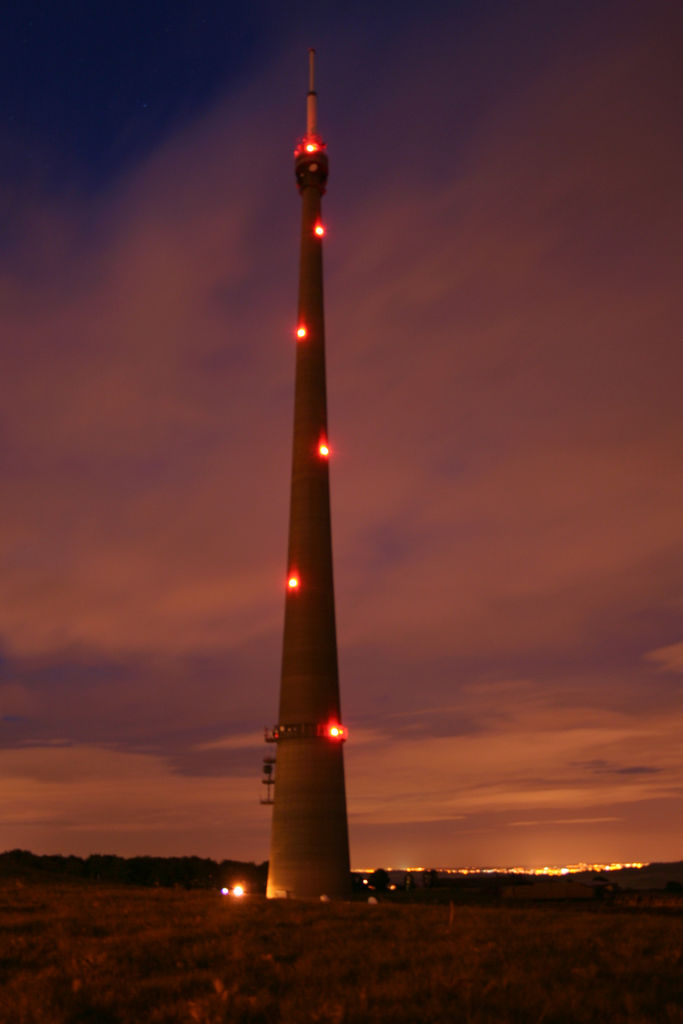
Luces rojas Torre Emley Moor

## Tipos de balizas

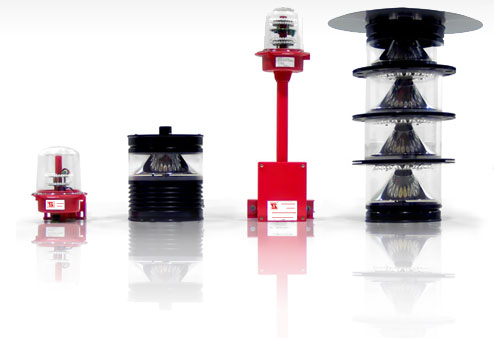
Ejemplo de baliza a baja, media y alta intensidad

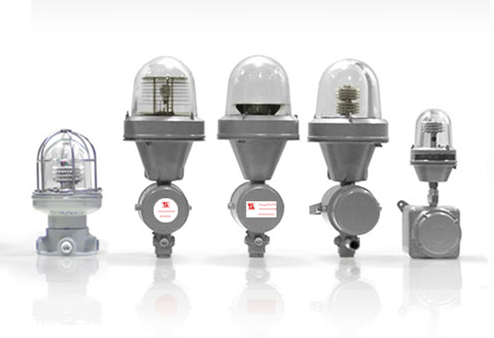
Ejemplo de balizas antideflagrantes

Las balizas definidas en las normas internacionales, en manera genérica son definidas como: balizas de baja intensidad, de media intensidad y de alta intensidad luminosa:
- Balizas de baja intensidad, color rojo sirven para la señalización nocturna.
- Balizas de media intensidad, color rojo sirven para la señalización nocturna.
- Balizas de media intensidad, color blanco sirven para la señalización nocturna y diurna.
- Balizas de alta intensidad, color blanco sirven para la señalización diurna y nocturna (con intensidad reducida).

Entonces las balizas de color rojo se utilizan para señales nocturnas, y de color blanco para la señalización nocturna y diurna. Otro tipo de subdivisión es la de FAA:
1. Balizas rojas con luz arrítmica (flashing) o fija y van colocadas en estructuras que superan los 46 m de altura (se pueden colocar aunque a diversos niveles).
2. Balizas blancas de media intensidad y arritmicas. Son utilizadas para la señalización diurna y nocturna, pueden reducir la intensidad y se utilizan para estructuras entre los 61 y hasta los 152 m de altura. Las balizas tiene un destello entre 40 y 60 destello/minuto, e intensidad de 20.000cd de día hasta el ocaso y 2000cd de noche.
3. Balizas arrítimicas de alta intensidad. Son utilizadas para la señalización de estructuras con altura superior a los 152 m y tienen un destello entre 40 y 60 destello/minuto, e intensidad de 20000cd de día hasta el ocaso y 2000cd de noche.
4. Balizas dobles. Se utilizan con luz roja por la noche y blancas arrítimica de media y alta intensidad para el día y el ocaso. La utilización de esas balizas permite la instalación de un único producto en la señalización de la estructura.
5. Balizas para señalizar líneas de alta tensión. Estas balizas se colocan a tres niveles de altura de la estructura: alto, medio, y bajo.

La tecnología de producción de las balizas ha tenido una evolución muy grande en los últimos años con la utilización de tecnología LED, que ha sustituido el uso de lámparas incandescentes, y esto porque esta tecnología permite mejorar los costes de consumo y manutención; además las balizas tienen un promedio de vida más largo. Todavía para las balizas de baja intensidad se utilizan aún lámparas incandescentes, y para media y alta intensidad se utilizan lámparas de descarga de gas xenón.

## Utilización y posicionamiento
Las balizas para la señalización de obstáculos fijos se colocan en todas las estructuras que pueden presentar un peligro para los aeromoviles y helicópteros, en las proximidades de los aeropuertos o helipuertos como también en obstáculos que sobresalen en una zona de circulación de aviones y helicópteros, como antenas radio, edificios, chimeneas, líneas de alta tensión, o cualquier otro objeto con estructura abierta u opaca.
Las normas que definen los tipos de balizas son las normas de OACI (Organización de Aviación Civil Internacional), y las normas de FAA ( Federal Aviation Administration).
En estas normas están definidos los tipos de balizas y como tienen que ser colocadas. 